# Швейцарсько-український проєкт «Розвиток органічного ринку в Україні» (2012–2016)
Швейцарсько-український проєкт «Розвиток органічного ринку в Україні» (2012–2016)  — проєкт технічної допомоги, що фінансується Швейцарською Конфедерацією через Державний секретаріат Швейцарії з економічних питань (SECO) та впроваджується Дослідним інститутом органічного сільського господарства (FiBL, Швейцарія) у співпраці з основними учасниками сектору в Україні та Міністерством аграрної політики та продовольства України.

## Про Проєкт[4]
Загальною метою проєкту «Розвиток органічного ринку в Україні» (2012–2016 рр., фаза II) є стимулювання зростання малих та середніх підприємств українського органічного харчового сектора через розвиток органічних та регіональних виробничо-збутових харчових ланцюгів. Він фокусується на національному та міжнародному ринках, а підхід визначається попитом. 
Ціль проєкту – посилити конкурентоспроможність українського органічного сектора шляхом:
1. покращення якості та збільшення товарообігу вибраних органічних сільськогосподарських орних культур від малих та середніх підприємств для експорту;
2. покращення якості та збільшення товарообігу органічної молочної продукції від малих та середніх підприємств для внутрішнього ринку;
3. розвитку торгової марки для регіональних харчових продуктів з Карпат;
4. підвищення рівня комерційних послуг в органічному секторі;
5. стимулювання створення сприятливого середовища для розвитку органічного сектора.

Команда проєкту FiBL працює у офісах у Швейцарії (Фрік) та в Україні (Київ).
Керівник проєкту несе повну відповідальність за впровадження проєкту й працює в офісі у Швейцарії. Він перебуває у постійному контакті з менеджером проєкту, який очолює офіс FiBL у Києві. Менеджер проєкту наглядає та координує діяльність в Україні.
Експерт напрямку, який має відповідний тривалий досвід, призначений для кожної із п’яти компонент проєкту. Для компонентів сільськогосподарських орних культур, молочної продукції, Карпатської торгової марки в Україні працює місцевий координатор. Експерт напрямку й координатор тісно співпрацюють.
У проєкті також працює менеджер зі зв’язків з громадськістю, який тісно співпрацює з координаторами напрямків та менеджером проєкту, та є відповідальним за просування, узагальнення та поширення інформації стосовно досягнень проєкту.

## Історія Проєкту[5]
Проєкт «Розвиток органічного ринку в Україні» (2012–2016 рр., фаза II) є продовженням попереднього проєкту Державного секретаріату Швейцарії з економічних питань (SECO) «Сертифікація в органічному сільському господарстві та розвиток органічного ринку в Україні» (2005–2011 рр., фаза І). 
Метою фази І проєкту був внесок у зростання українського органічного сектора та його інтеграцію у світову торгівлю. Шляхом надання однакового доступу до нових ринкових можливостей малим та середнім виробникам, та іншим учасникам органічних виробничо-збутових ланцюгів, вона мала на меті зменшити рівень бідності – особливо у сільській місцевості – де бідність є дуже поширеною. Фаза І проєкту складалася з трьох компонентів: сертифікаційні послуги, розвиток ринку та політичний діалог, і вона зробила свій внесок у зростання українського органічного сектора. Кількість операторів органічного ринку зросла з 72 у 2005 р. до 190 у 2012 році (Джерело: та Федерація органічного руху України ТОВ «Органік стандарт»). За цей період було сертифіковано додатково 40 000 гектарів. За оцінками, у 2012 році в Україні було 278 800 га угідь сертифікованого органічного сільського господарства (Федерація органічного руху України та ТОВ «Органік стандарт», 2013 р.). Нові ринкові можливості було створено на експортному та внутрішньому ринках та надбавка ціни досягла значення до 20-25% (експортний ринок) та до 40 % (внутрішній ринок). 
Зовнішнє оцінювання (квітень 2011 року) підтвердило позитивний внесок фази I для просування сталого зростання в Україні.

## Компоненти Проєкту[7]

### Сільськогосподарські орні культури
Метою компоненту «Сільськогосподарські орні культури» є збільшення якості й товарообороту вибраних органічних сільськогосподарських орних культур, вирощених малими й середніми підприємствами для експорту.
Проєкт підтримує розвиток сертифікованих органічних виробничо-збутових ланцюгів сільськогосподарських орних культур шляхом залучення 2-3 потужних ключових гравців ринку (лідерів), які відкриватимуть ринок для інших. 
Проєкт має на меті підвищення компетентності та рівня співпраці між учасниками виробничо-збутових ланцюгів вибраних сертифікованих органічних сільськогосподарських орних культур. Це робота з агрономами та консультантами лідерів, та іншими учасниками виробничо-збутових ланцюгів, щоб стимулювати загальний розвиток бізнесу. Передача знань від лідерів до інших зацікавлених сторін забезпечується шляхом візитів на виробництво, проведення днів поля, семінарів, навчальних турів та спеціалізованих тренінгів.
Фонд розвитку бізнесу створюється для надання невеликих інтервенцій для підтримки малих та середніх підприємств, що працюють у напрямку сільськогосподарських орних культур, а також для сприяння розширенню діяльності проєкту. Проєкт також надаватиме підтримку у проведенні спеціальних промоційних заходів, як-от запуск нового продукту, просування продукції в магазинах та супермаркетах тощо.

### Молочні продукти
Метою компоненту молочних продуктів є збільшення якості та товарообігу органічних молочних продуктів від малих та середніх підприємств для внутрішнього ринку.
Підтримка проєкту направлена на розвиток виробничо-збутових ланцюгів органічної молочної продукції, шляхом залучення 2-3 сильних ключових гравців ринку (лідерів) у органічному молочному секторі. Проєкт підтримує молочний бізнес, що базується на низьковитратних виробничих системах.  
Проєкт має на меті підвищити компетенцію та покращити навички лідерів переважно шляхом навчання агрономів, ветеринарів та зоотехніків лідерів, а також інших важливих учасників виробничо-збутового ланцюга. Передбачена діяльність з підвищення компетентності проводитиметься в тісній співпраці між міжнародними експертами, національними експертами та місцевими надавачами послуг.
Передача знань від лідерів до інших учасників виробничо-збутового ланцюга забезпечується шляхом спільних заходів з підвищення компетентності, таких як відвідування виробництва, проведення днів поля, семінарів тощо.

### Карпатська торгова марка
Метою цього компоненту проєкту є успішне створення торгової марки з назвою «Смак Українських Карпат» для просування регіональних продуктів харчування, вироблених в Карпатському краї. Завдання полягає у розробці системи маркування у поєднанні з заходами  з просування та підтримки торгової марки задля допомоги виробникам і переробникам харчової продукції регіону та сприяння економічному розвитку загалом.
18 листопада 2013 р. Реєстраційною службою Коломийського міськрайонного управління юстиції було зареєстровано Громадську спілку під назвою  «Карпатський смак». Вона є власником торгової марки «Смак Українських Карпат», яку було зареєстровано 10 квітня 2014 р. як знак для товарів і послуг Державною службою інтелектуальної власності України.
Ця торгова марка слугуватиме парасольковим брендом і може використовуватись виробниками та переробниками, які є членами громадської спілки та пройшли перевірку продукції на відповідність критеріям походження, якості та смаку. Продукти, що продаватимуться під цією торговою маркою, походять з регіону Українських Карпат (територія Чернівецької, Івано-Франківської, Львівської та Закарпатської областей).
Вказана система маркування слугуватиме підтвердженням походження та якості всіх продуктів, які охоплені цією схемою, та сприятиме підвищенню престижу регіону. Її застосування також дозволить покращити якість виробництва, зберігання та пакування, підвищить конкурентоздатність компаній-учасників шляхом збільшення цінності їхньої продукції, покращення репутації та доступу до ринку. Додатковою перевагою цієї системи маркування є те, що вона полегшить представникам роздрібної торгівлі визначення якісних продуктів з Українських Карпат, полегшить для них доступ до такої продукції, а також надасть їм можливість відрізняти ці товари візуально в пунктах продажу, що допоможе як у просуванні даної продукції, так і в підвищенні престижу операторів сфери роздрібної торгівлі.

### Посилення місцевих надавачів послуг
Цей компонент проєкту має на меті покращення спроможності ключових надавачів послуг для підвищення загальної якості та збільшення кількості комерційних послуг, наявних в органічному секторі.
Підтримка, яка надається проєктом, має на меті забезпечити доступність послуг, які потрібні для сталого розвитку органічного ринку, та набору послуг, які дають можливість консультантам та експертам з органічних питань стати комерційно конкурентоспроможними до кінця фази ІІ проєкту. Проєкт звертає значну увагу на надавачів послуг у сфері менеджменту якості, ринкових та інформаційних послуг та органічної інспекції та сертифікації.
Місцеві надавачі послуг, які працюють у сфері покращення та гарантії якості сільськогосподарських орних культур та молочної продукції, проходять навчання шляхом спеціальних, орієнтованих на попит, практичних тренінгів та семінарів. Ці навчальні курси включають тренінги з покращення показників якості сільськогосподарських орних культур (таких як вміст клейковини, рівень вологості тощо), операцій з продукцією після збору урожаю (включаючи боротьбу з комахами та шкідниками під час зберігання, запобігання забрудненню ГМО) та підвищення рівня обізнаності. Проєкт сприяє налагодженню систематичних зв'язків між місцевими надавачами послуг та забезпечує їх технічною підтримкою.
Проєкт надає підтримку у наданні ринкових послуг, які необхідні для забезпечення сталого розвитку органічного ринку. Ці ринкові послуги стануть важливим внеском у його розвиток ринку та будуть також забезпечувати бізнес-можливості для надавачів послуг.

### Сприятливе бізнес-середовище
Метою цього компоненту проєкту є створення сприятливого бізнес-середовища для органічної торгівлі.
Підтримка, яка надається проєктом, має на меті сприяння політичному середовищу, яке є сприятливим для органічного сільського господарства, використовуючи підхід “знизу-вверх”, який працює через обласний рівень завдяки обґрунтованому інтересові до органічного сільського господарства. Підхід “знизу-вверх”, як очікується, призведе до політичного діалогу на національному рівні. Його доповнює організація заходів на національному рівні для просування та надання інформації про переваги органічного сільського господарства та діяльність проєкту і шляхом забезпечення підтримки робочої групи українського органічного сектора. Метою є створення національної платформи для обговорення розвитку органічного сектора, яка буде продовжувати діяти після закінчення проекту.  Проєкт надає подальшу підтримку та технічну експертизу Міністерству аграрної політики та продовольства України для закінчення розробки та впровадження органічного законодавства, а також щодо розробки політики для підтримки органічного сільського господарства.
Другий напрямок діяльності компоненту включає підвищення рівня обізнаності про переваги органічного сільського господарства шляхом надання інформації та поширення знань між представниками громадськості та учасниками органічного сектора для стимулювання попиту та сприяння згуртування сектора. Один із основних факторів, який заважає розвитку органічного сільського господарства в Україні є недостатня обізнаність населення. Його необхідно підвищувати шляхом інтенсивної і тісної співпраці з засобами масової інформації. Спеціальна увага приділятиметься зміцненню репутації українського органічного сектора серед міжнародних трейдерів.

## Бенефіціари та реципієнти[9]
Прямими реципієнтами проєкту «Розвиток органічного ринку в Україні» (2012–2016 рр., фаза II) є малі та середні підприємства виробничо-збутових ланцюгів у органічних сільськогосподарських орних культурах та молочних продуктах, а також малі та середні підприємства з Карпатського регіону, включаючи виробників, переробників, трейдерів, представників роздрібної торгівлі, експортерів та надавачів послуг. Крім того, представники державної влади на регіональному (обласному) та національному рівнях в Україні також отримають користь від проєкту.
Непрямими реципієнтами є споживачі, оскільки вони отримають користь від більш широкого асортименту наявних сертифікованих органічних продуктів.